# 強烈熱帶風暴
強烈熱帶風暴（英語：Severe Tropical Storm，縮寫：S.T.S.）是熱帶氣旋的一種，其中心附近持续風力為每小時88至117公里，即暴風風力。中華人民共和國國家氣象中心稱之為「強熱帶風暴」。雖然這是世界氣象組織建議的熱帶氣旋分級之一，但是並非所有官方部門都會採用，例如美國的氣象部門（包括聯合颱風警報中心，以及採用薩菲爾-辛普森颶風等級的中太平洋颶風中心及美國國家颶風中心）就不設此級，所有中心風力達暴風程度的熱帶氣旋也只會視為熱帶風暴。

## 發出或懸掛信號

### 台灣
當熱帶氣旋風力達到暴風風力時，中華民國交通部中央氣象署將與熱帶風暴一律列為「輕度颱風」。在「輕度颱風」吹襲時，中央氣象署會因應情況發出海上颱風警報，甚或陸上颱風警報。

### 香港
強烈熱帶風暴正面吹襲香港的情況下，香港天文台會維持發出八號烈風或暴風信號而非九號烈風或暴風風力增強信號，因八號信號含義已包括暴風在內，風力達到每小時63至117公里。只有熱帶氣旋達颱風程度並非常接近香港，本地風力正在或將會有顯著增強，天文台才會考慮發出九號烈風或暴風風力增強信號。但發出九號信號即表示有機會改發十號颶風信號，若最終無需發出十號信號，便會維持九號信號。例如2008年颱風鸚鵡，雖然正面吹襲香港，然而它在登陸香港前一刻減弱為強烈熱帶風暴，香港風力不會增強至颶風程度，因此不必發出十號颶風信號，只需維持九號信號。而近年對香港造成較大破壞，而且令香港天文台需要發出八號烈風或暴風信號的強烈熱帶風暴有：1993年強烈熱帶風暴貝姬、1995年強烈熱帶風暴海倫、2002年強烈熱帶風暴黑格比、2008年強烈熱帶風暴北冕及2017年強烈熱帶風暴帕卡。

### 澳門
八號風球會在受烈風或暴風影響時懸掛。而九號風球只會在熱帶氣旋中心正進一步接近澳門，澳門的持續風速已達每小時63至117公里，且現正或預測將顯著加強才會懸掛。